# Terpna imitaria
Terpna imitaria är en fjärilsart som beskrevs av Sterneck 1928. Terpna imitaria ingår i släktet Terpna och familjen mätare. Inga underarter finns listade i Catalogue of Life.